# Jenny Symon
Jenny Symon (eigentlich Jennifer Symon; * 7. Dezember 1953) ist eine ehemalige australische Speerwerferin und Hochspringerin.
Bei den British Commonwealth Games 1974 in Christchurch gewann sie im Speerwurf Silber mit ihrer persönlichen Bestweite von 52,14 m und wurde Elfte im Hochsprung.
1972 und 1973 wurde sie australische Meisterin im Speerwurf.